# Vermächtnis. Die Kohl-Protokolle
Vermächtnis. Die Kohl-Protokolle ist ein im Oktober 2014 im Heyne Verlag erschienenes Sachbuch der deutschen Journalisten Heribert Schwan und Tilman Jens über Helmut Kohl. Die Veröffentlichung wesentlicher Teile des Buches, darunter insbesondere Zitate aus von Schwan aufgezeichneten Aussagen Kohls, die nicht für die Öffentlichkeit bestimmt waren, wurde inzwischen gerichtlich untersagt.

## Inhalt
Das in der Erstauflage etwas über 250 Seiten lange Sachbuch gliedert sich in drei Kapitel plus Vorwort und Anhang.
Im ersten Kapitel „‚Das hast du fein gemacht, Volksschriftsteller!‘ – Meine 600 Stunden mit Helmut Kohl“ schildert Heribert Schwan auf 46 Seiten den zeitlichen und inhaltlichen Ablauf der 105 Interviews, die er zwischen März 2001 und Oktober 2002 mit Kohl geführt und auf 200 Kassetten mit einer Laufzeit von 630 Stunden aufgenommen hat, um auf dieser Basis dessen Biographie zu schreiben.
Im zweiten, mit 160 Seiten umfangreichsten Kapitel „Komm, wir heben einen Schatz!“ fügt Tilman Jens zahlreiche Zitate Kohls in einen eigenen Fließtext ein, um zehn Themenbereiche darzustellen. Dazu gehören u. a. Kohls Selbstbild (II.2) sowie seine Parteifreunde (II.3) und politischen Gegner (II.4), seine Ehefrau Hannelore und sein Verhältnis zu den Bundespräsidenten (II.7).
Das abschließende dritte Kapitel mit einem Umfang von 16 Seiten hat wieder Schwan verfasst. Unter dem Titel „Das Vermächtnis des Alten – eine kleine Verneigung zum Schluss“ ist es ein Resümee.

## Absatz
Das Buch war bereits kurz nach Erscheinen ein Bestseller: Schon in der ersten Erscheinungswoche erreichte es Platz 2 auf der Bestsellerliste Hardcover Sachbücher des Magazins Buchreport, stieg nach fünf Wochen kurzzeitig auf Platz 1, hielt sich zwölf Wochen in den Top 10 und in der Bestsellerliste insgesamt 21 Wochen. In den ersten zweieinhalb Jahren wurde das Buch 200.000-mal verkauft.

## Rezeption
Schon in der Einleitung seiner Rezension in der Frankfurter Allgemeinen Zeitung stellt Rainer Blasius die Vermutung an, dass das Buch „das Zeug zum Bestseller“ habe. Er stützt seine Annahme auf der Kombination einer „geschickten Vermarktung“, „der Empörung über die verletzte Privatsphäre des Altkanzlers“ und letztlich auch der Inhalte, die viel von dem preisgäben, „was der breiten Öffentlichkeit bisher aber verborgen geblieben“ sei. Das Buch liefere viel Zeitkolorit und auch scharfe Urteile u. a. über Rita Süssmuth, Norbert Blüm und Angela Merkel, was Blasius mit den entsprechenden Zitatpassagen belegt. Die Zitate-Auslese ergänze die bisherigen Kohl-Darstellungen „um lebhafte Szenen“, denen man „die Authentizität nicht absprechen“ könne. Herausgekommen sei „ein Sittenbild der Politik“; die große Tonband-Überlieferung gehöre „nicht in einen Oggersheimer Hobbykeller, sondern in die Obhut eines ordentlichen und für die Forschung offenen Archivs“.
Auf Spiegel Online bezeichnet der Publizist Jakob Augstein das Sachbuch, das Einblicke in das Denken Kohls gebe, als „unverzichtbares Dokument“ – allein das Urteil des Altkanzlers zur Genese der deutschen Einheit sei das Buch wert. Augstein geht in seiner Rezension auch auf den Rechtsstreit ein, da das Autorenduo Schwan/Jens die Kohl-Protokolle gegen den erklärten Willen Kohls veröffentlicht hatte. Richter und Anwälte sollten unter sich ausmachen, „ob Schwan das Recht hatte, aus der Quellen zu zitieren“. Gerechtfertigt sei die Veröffentlichung „auf jeden Fall“.
Auch der Welt-Rezensent Ulrich Clauß hebt die Bedeutung einer ungefilterten Einsichtnahme hervor: Die „drastischen Einlassungen“ Kohls seien „sicherlich eine gute Quelle für eine Geschichtsschreibung, die weder unter dem Zorn wegen entzogenen Vertrauens noch unter der Befangenheit allzu großer Nähe“ leide. Auch ohne „historisch wirklich Neues [...] zu bieten“, böten sie „reichlich Farbiges aus Jahrzehnten bundesdeutscher Machtperspektive“.
Für Weltwoche-Chefredakteur Roger Köppel steht die Verletzung der Privatsphäre von Helmut Kohl in „keinem Verhältnis zum aufgedeckten Problem“. Der frühere Stern-Chefredakteur Michael Maier lehnt die in Deutschland verbreitete Form der Autorisierung von Interviews grundsätzlich ab. Journalismus verkomme so „zu einer PR-Nummer“. Auch Journalistik-Professor Frank Überall fordert mit Blick auf das Buch das Ende der Autorisierungen von Interviews. Schwäbische Zeitung-Chefredakteur Hendrik Groth sieht in den Veröffentlichungen keinen Erkenntnisgewinn. taz-Chefredakteurin Ines Pohl würde Recherchen nicht verwenden, wenn man seinem Gesprächspartner zugesichert hat, sie nicht zu veröffentlichen. „Die Zeitgeschichte ist wichtiger als die Zusage eines Journalisten, Vertraulichkeit zu wahren“, erklärt Bernd Ziesemer, früherer Chefredakteur vom Handelsblatt. Express-Chefredakteur Carsten Fiedler betrachtet den Wortbruch der Autoren als ein „moralisches Dilemma“.

## Rechtsstreit
Noch vor der Veröffentlichung des Buchs im Oktober 2014 prüfte Helmut Kohl juristische Schritte, die Verbreitung zu verhindern. Da der Verlag nach eigenem Bekunden keine Unterlassungsaufforderung erhielt, lieferte er das Buch planmäßig an die Buchhandlungen aus. Einen ersten Versuch, die Verbreitung per einstweiliger Verfügung zu stoppen, lehnte das Landgericht Köln ab.
Im November 2014 untersagte das Landgericht Köln dann die Verbreitung von 115 Zitaten Kohls und damit auch des Buchs an sich. Dies schloss mit ein, dass das Autorenduo die entsprechenden Passagen beispielsweise bei Autorenlesungen nicht vortragen durfte. Der Abverkauf bereits ausgelieferter Bücher war davon nicht betroffen.
Im Jahr 2016 verklagte Kohl den „einstigen Ghostwriter Heribert Schwan, den Journalisten Tilman Jens und die Verlagsgruppe Random House (Heyne-Verlag) als Gesamtschuldner“ auf Schadenersatz in Höhe von mindestens fünf Millionen Euro für die erlittene Persönlichkeitsrechtsverletzung. Mit Urteil des Landgerichts Köln vom April 2017 wurde Kohl ein Anspruch auf eine Million Euro zugesprochen. Damit verbunden war aber auch, dass Kohl 80 % der Kosten des Rechtsstreits zu tragen hatte. Das Urteil war noch nicht rechtskräftig, als Helmut Kohl im Juni 2017 starb. Danach versuchte seine Witwe Maike Kohl-Richter, die Auszahlung der Entschädigung an sich zu erwirken. Das Oberlandesgericht Köln wies ihre Klage ab, weil ein Anspruch auf Geldentschädigung nicht vererbbar sei. Diese Entscheidung wurde Ende November 2021 durch den Bundesgerichtshof bestätigt, der keinen Grund sah, seine gefestigte Rechtsprechung diesbezüglich zu ändern.
Ende 2022 bestätigte das Bundesverfassungsgericht die Entscheidung des Bundesgerichtshofs zur Unvererblichkeit der Entschädigungsansprüche. Im Februar 2024 erzielte dann ihrerseits Kohl-Richter einen Erfolg vor dem Oberlandesgericht Köln, das die Veröffentlichung weiterer Passagen aus dem Buch verbot, darunter nicht nur Zitate Kohls, sondern auch Schilderungen und Bewertungen Schwans.